# 巴基斯坦的塔吉克人
巴基斯坦的塔吉克人，自古以來已生活在與塔吉克斯坦相鄰的西北部山區。儘管由於人口普查的不合規定，許多塔吉克人並未被視為塔吉克人。少數塔吉克人在德里蘇丹國和莫臥兒帝國時期曾作為技術人員，官僚，士兵，貿易商，科學家，建築師，教師，神學家和蘇菲修士前往現在巴基斯坦，並永久定居。為紀念塔吉克貴族，巴基斯坦各地都有許多聖地。一些巴基斯坦人聲稱擁有塔吉克血統。近年來，塔吉克斯坦許多塔吉克族人也因為本國的經濟條件而在巴基斯坦定居，許多塔吉克人定居在北部城市伊什庫曼。
1979年，隨著蘇聯入侵阿富汗，大量塔吉克難民由阿富汗湧入，並在巴基斯坦各地定居。由於許多人沒有官方身份證，因此很難確定具體數字。也有一些塔吉克斯坦內戰的難民定居在巴基斯坦。巴基斯坦至少有7.3％的阿富汗人是塔吉克族。此外，巴基斯坦還有一個中國塔吉克族的社區。他們人口由300000-1200000人。

## 學生
由於塔吉克和巴基斯坦兩國1992年建立的良好外交關係，在巴基斯坦的留學生迅速增加。巴基斯坦和塔吉克斯坦都在密切合作，促進雙方的教育，因此巴基斯坦的研究中心為塔吉克青年提供學位，比起在歐洲或亞洲的其他國家，塔吉克人更喜歡在巴基斯坦接受教育，其中數百人在巴基斯坦不同的公立，私立學院和大學錄取。目前在巴基斯坦有幾所著名的州立大學如卡拉奇大學中也有塔吉克學生就讀。